# Lockheed P-38 Lightning
Pour les articles homonymes, voir Lightning.

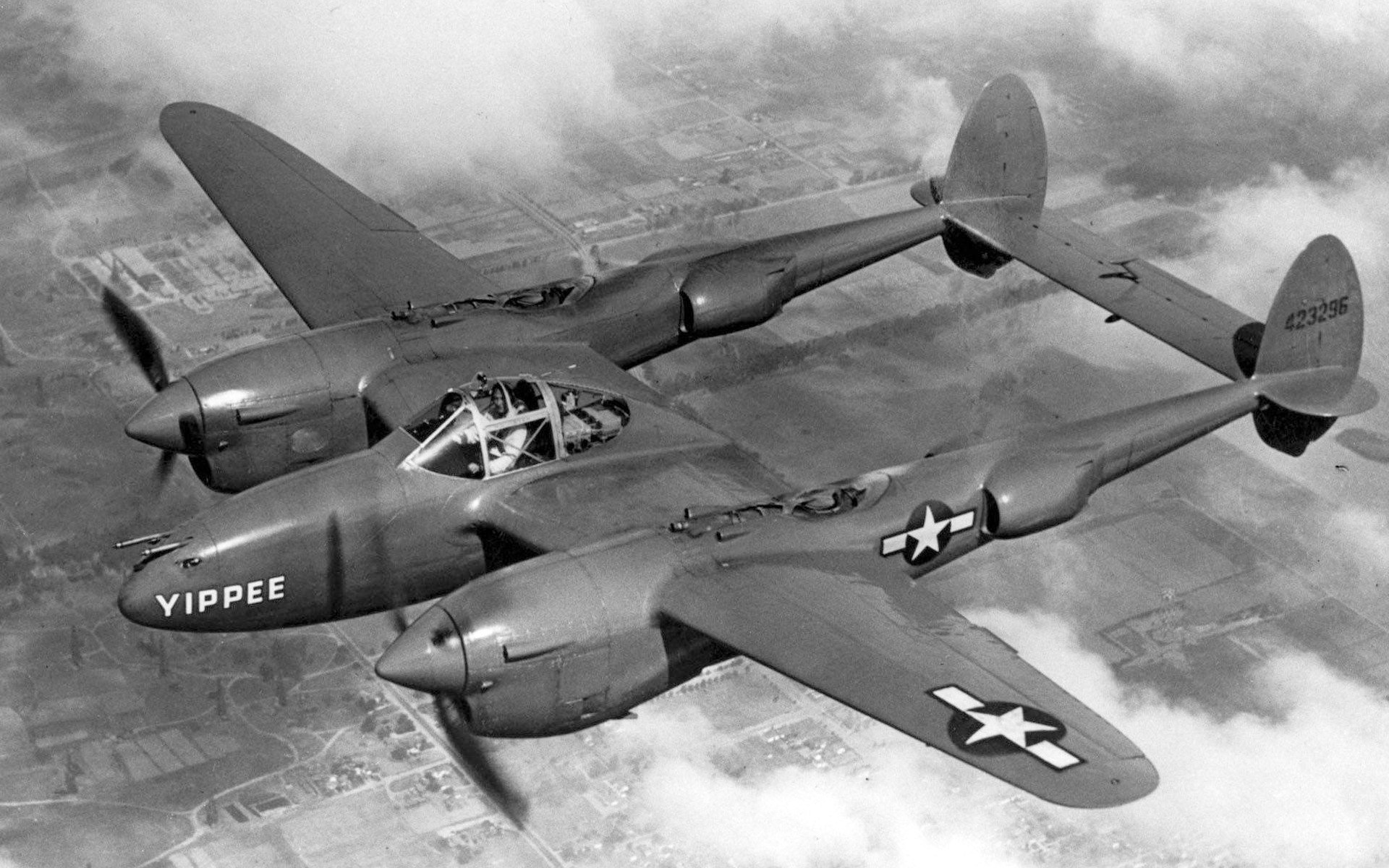
Un P-38J aux couleurs des forces armées des États-Unis ; cet appareil est le 5000e P-38 construit.

Le Lockheed P-38 Lightning est un avion militaire de la Seconde Guerre mondiale conçu par Hall Hibbard et Clarence Johnson pour l'avionneur américain Lockheed. Doté d'une silhouette inhabituelle en raison de sa conception bimoteur bipoutre à nacelle centrale contenant le cockpit et l'armement, il est développé comme intercepteur à long rayon d'action et utilisé pendant le conflit mondial pour la chasse, l'escorte à longue distance de bombardiers, l'attaque au sol, la photographie aérienne. Une version est développée pour la chasse de nuit.
Un prototype du P-38 effectue son premier vol le 27 janvier 1939 aux mains de Benjamin Kelsey. L'avion entre en service actif en 1942 et est déployé sur tous les théâtres d'opération. Il reste le seul avion bipoutre des forces américaines jusqu'à l'arrivée du chasseur nocturne Northrop P-61 Black Widow.
Les as américains détenant le plus grand nombre de victoires sur le théâtre Pacifique les ont obtenues sur cet appareil : Richard Bong (40 victoires), Thomas McGuire (38 victoires) et Charles H. MacDonald (27 victoires). Au cours d'une mission de reconnaissance à bord d'un F-5B Lightning, version dérivée du P-38 Lightning, disparaît l'écrivain français Antoine de Saint-Exupéry, le 31 juillet 1944.
Le P-38 poursuit sa carrière pendant une vingtaine d'années après la fin de la Seconde Guerre mondiale, au sein de plusieurs forces armées.

## Conception

### Contexte du développement

#### Définition du projet
Après la crise de 1929, l'argent est rare et les budgets militaires américains très réduits. Cependant, à partir de 1935, la menace que fait peser l'Allemagne nazie sur l'Europe se fait plus inquiétante. Aux États-Unis, les militaires décident qu'il est temps de débloquer des moyens pour la recherche, notamment pour l'aviation.
Début 1937, le premier lieutenant Benjamin S. Kelsey, alors responsable du pôle de développement des chasseurs au Material Command, ainsi que Gordon P. Saville terminent la rédaction de deux cahiers des charges pour de nouveaux chasseurs de haute performance. Ils portent les numéros X-608 et X-609. Le X-609 concerne un chasseur monomoteur et est adressé aux constructeurs Bell, Curtiss et Seversky. Le cahier des charges X-608 est celui qui donnera naissance au P-38. Il est adressé à Boeing, North American, Bell, Grumman et Lockheed. Il définit le principe d'un intercepteur, mot utilisé par les deux hommes pour contourner les restrictions dictées par l'Aircorp quant aux chasseurs, selon lesquelles l'appareil doit être monomoteur et disposer d'une capacité maximale d'emport d'armement de 230 kg. Or, Kelsey veut un minimum de 450 kg d'armement et un appareil bimoteur.
Le projet ainsi défini porte sur un chasseur monoplace et bimoteur doté d’un long rayon d’action et de performances élevées, selon le récapitulatif ci-dessous :
| Vitesse maximale      | 580 km/h en palier à 6 100 m 410 km/h au niveau de la mer                 |
| Taux de montée        | Capable de monter à 6 100 m en 6 minutes                                  |
| Autonomie             | 1 heure à la vitesse maximale                                             |
| Distance de décollage | 670 m (avec passage des 15 m)                                             |
| Armement              | 1 canon de 20 mm avec 50 obus 4 mitrailleuses avec 200 cartouches chacune |
| Surfaces mobiles      | Métalliques                                                               |
| Train d'atterrissage  | Tricycle (afin de faciliter la manutention au sol)                        |

#### Développement par Lockheed
À Burbank, en Californie, l'époque est difficile pour Lockheed qui accumule les pertes depuis quelques années. C'est un constructeur réputé et ses appareils sont souvent utilisés pour établir des records de vitesse ou de distance (en particulier ceux d’Amelia Earhart), mais cela ne suffit pas. Aussi, le document « X-608 » est-il étudié avec le plus grand soin.
Deux hommes sont chargés du dossier : Hall Hibbard, concepteur en chef, et Clarence Johnson, son assistant. Pour Johnson, la difficulté majeure est le manque de puissance des moteurs. Aussi, jette-t-il son dévolu sur le V12 Allison V-1710-B d’une puissance de 1 000 ch qui lui semble prometteur. Les deux hommes réfléchissent alors à de nombreuses configurations : un moteur dans le nez, deux moteurs à l'avant des ailes, deux moteurs à l'arrière, etc. Cependant, la configuration bipoutre à nacelle centrale obtient rapidement leur approbation. L'appareil qu'ils dessinent a un train d'atterrissage tricycle, conformément aux spécifications du cahier des charges. Pour l'armement, le nez leur paraît être une excellente plate-forme de tir, d'autant qu'ils peuvent y concentrer une bonne puissance de feu, mais ils hésitent encore sur l'armement à y intégrer. L'avantage de disposer l'armement dans le nez et non dans les ailes comme la majorité des chasseurs de cette époque est d'éviter la limite de distance de tir dicté par la convergence des armements. En effet, le tir de mitrailleuses logées dans les ailes est réglé pour se croiser à une certaine distance à laquelle le pilote doit ajuster sa cible. Avec des armes parallèles, le tir est efficace pour toute distance jusqu'à 900 m. Clarence se penche sur l’élaboration du dossier, numéroté M12-36 puis no 221.
La géométrie du nouvel appareil dérive de celle du Lockheed L-12 Electra, lui aussi dessiné par Johnson. Un L-12 sera d'ailleurs modifié avec un train tricycle pour mener notamment des essais d'appontage, lesquels se révèlent concluants.

### Le XP-38

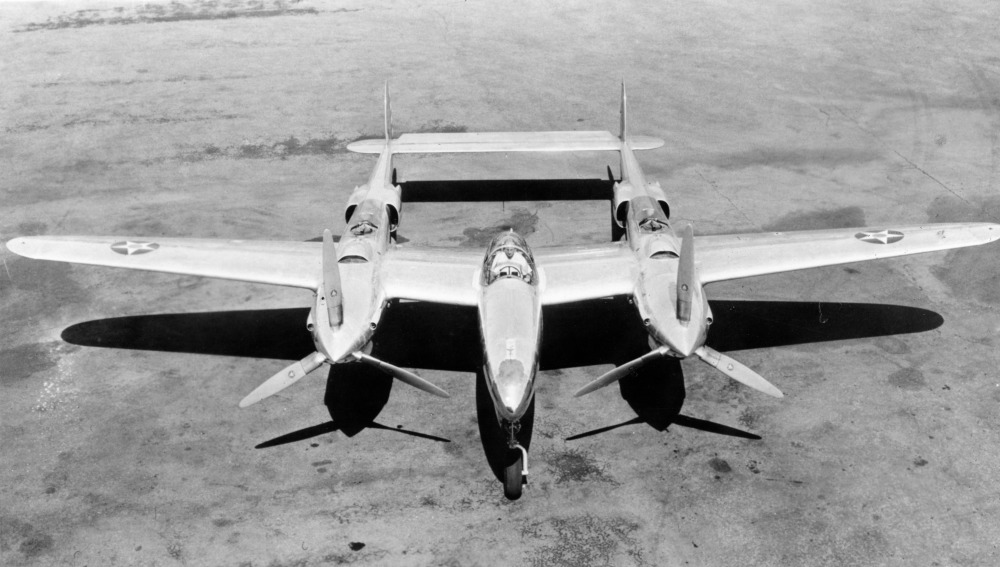
XP-38

Le développement débute, l’avion reçoit le no 22 dans la nomenclature de Lockheed. La présentation du projet ne se fait pas attendre : elle a lieu le 12 avril 1937 à Wright Field. Elle est suivie par la signature du contrat par l’USAAC représentée par le Major R. W. Propst, le 14 juin. Le contrat porte le numéro W-535-AC-9974, et prévoit la livraison d’un prototype (estimé à 157 500 $), de deux maquettes de soufflerie (650 et 850 $), de la maquette d’aménagement livrable sous 60 jours (2 000 $) ainsi que de diverses documentations comme le manuel et le dossier de calcul. À ce coût, Lockheed allait devoir ajouter 761 000 $. Les moteurs choisis sont les Allison V-1710-15 et -11, l’un tournant à gauche et l’autre à droite pour obtenir un couple de renversement nul. Le contrat prévoit que le premier avion de série devait être livré onze mois plus tard, délai qui ne sera pas respecté. Enfin, tous les vols d’essais doivent se dérouler sur la base de March Field en Californie.

Le 31 décembre 1938, le prototype XP-38 au numéro de série 37-457 est chargé sur camion et roule vers March Field. Les premiers essais de roulage ont lieu, accompagnés d’un premier problème concernant une surchauffe des freins. Un incident a lieu lors d’un essai à 95 km/h, l’appareil ne parvient pas à s’arrêter en bout de piste et termine sa course dans un fossé. Un changement de fournisseur pour les freins et l’ajout d’une pompe hydraulique régleront rapidement ce problème.

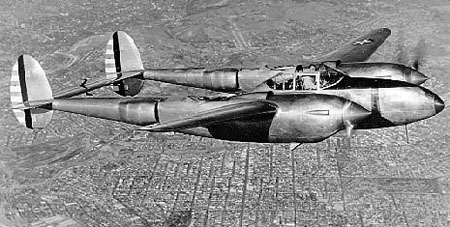
XP-38 en vol

Le 27 janvier 1939 a lieu le premier vol, avec aux commandes Benjamin Kelsey. Après le décollage, l’avion se met à vibrer. Un avion suivant le XP-38 constate visuellement que les volets battent librement dans le vent. Le pilote les rentre, continue le vol et parvient à atterrir. De par l’angle supérieur nécessaire à l’atterrissage sans volets, le bas des deux dérives frotte sur la piste ce qui occasionne de légers dégâts. On constate alors que les tringles en aluminium agissant sur les volets ont cédé, leur dimensionnement étant insuffisant. Les tringles en aluminium sont remplacées par des tringles en acier plus lourdes mais plus robustes.

Les essais continuent ensuite à Wright Field en Ohio. En cinq heures de vol, l’appareil égale la vitesse record de l’avion d’Howard Hughes. Ce dernier avait réussi à relier Los Angeles à New York en 7 heures 28 minutes et 35 secondes. Le 11 février 1939, Kelsey décolle de March Field aux commandes du XP-38, en direction de Wright Field. Si le vol se déroule convenablement, le but est de continuer vers New-York afin de battre le record de vitesse. L’appareil arrive à Amarillo au bout de 2 heures 45 minutes, puis à Wright Field 2 heures et 48 minutes plus tard. La poursuite du vol vers Mitchel Field à Long Island est autorisée par le Général Henry « Hap » Arnold. Lors de l’approche finale à Long Island, le prototype perd de la puissance. Le pilote aux 3 997 heures de vol se pose en catastrophe sur un terrain de golf, après avoir touché la cime des arbres. L’avion est partiellement détruit et le pilote s’en sort indemne. Il est établi qu’une cause possible est le givrage des carburateurs sur les deux moteurs simultanément, l’appareil étant dépourvu d’un système antigivrage. Le fait que le pilote ait voulu atterrir le plus près possible du seuil de piste afin de ne pas faire trop chauffer les freins, avec pour conséquence de réaliser un plan d’approche assez bas, est un facteur ayant participé à l’accident. 

### Les prototypes YP-38-LO

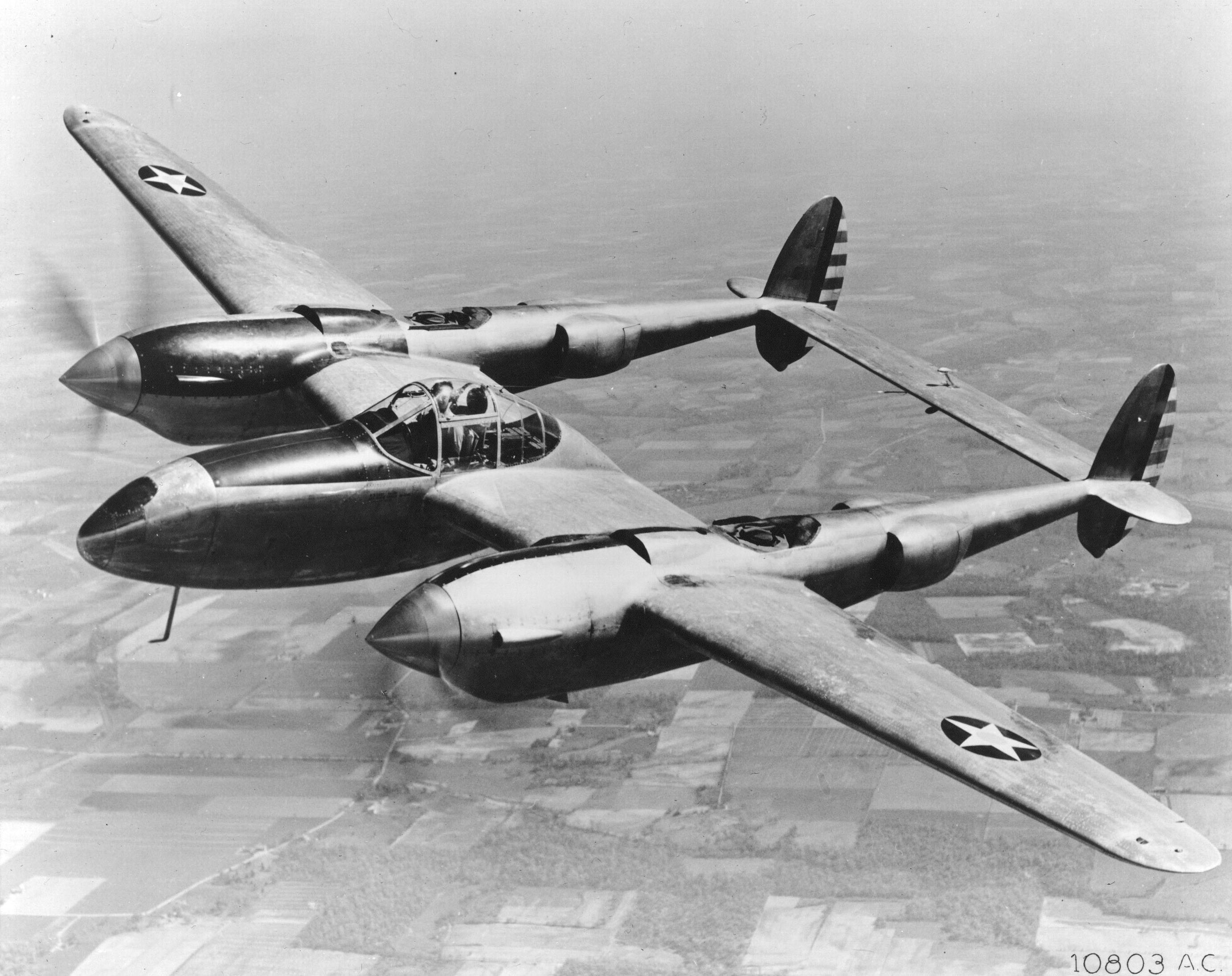
YP-38

Deux mois et demi après ce succès et malgré l'incident en fin de vol, la Lockheed signe avec l’Aircorp un contrat de 2 180 728 $ incluant la construction de treize prototypes de présérie YP-38-LO ainsi que d’une cellule d’essais statiques. Le bureau d’étude définit ainsi le modèle 122 en octobre 1939. Il sera doté de moteurs Allison V-1710-27 et -29, d’un turbocompresseur General Electric B-2, d’une nouvelle entrée d’air sur le capot moteur, les radiateurs sont agrandis et l’armement est modifié, le canon de 20 mm laisse place à un 37 mm avec quinze obus et deux des quatre mitrailleuses de 12,7 mm sont remplacées par des 7,62 mm. La masse de l’avion est évaluée à 6 124 kg et sa vitesse maximale est estimée à 652 km/h.
Le premier YP-38-LO sort d’usine en septembre 1940, son premier vol a lieu le 17 septembre aux mains de Marshall Headle, et le dernier YP-38 sera livré en juin 1941. Lors de la campagne d’essais menée par Lockheed et l’Army Air Corps, les prototypes d’essais seront surnommés « Yippees », selon la prononciation américaine du Y et P.
Durant les essais en vol, un pilote signale un phénomène de vibrations à haute vitesse, en mai 1941. Alors que le pilote effectue un piqué à 800 km/h depuis 9 000 m, des vibrations se font sentir et les commandes se durcissent, empêchant de redresser l’avion. Le pilote réussit finalement à redresser grâce au compensateur de profondeur.
Pour l’USAAC, ce problème vient du phénomène de flottement aéroélastique, une entrée en résonance du gouvernail ou des ailerons. Des masselottes sont installées sur la gouverne de profondeur, mais cette modification n’a aucun effet. Le vrai problème est découvert plus tard. Les vibrations étaient provoquées par une turbulence qui se formait à haute vitesse entre l’aile et la nacelle centrale. Un nouveau raccord spécialement dessiné est installé, ce qui règle le problème.

### Problème de compressibilité à haute vitesse

Un YP-38 dans la soufflerie Lanfley

Un autre problème découvert lors de la campagne d’essais du YP-38 est celui de la compressibilité de l’air à très haute vitesse. Cet aspect de l’aérodynamique était assez méconnu à l’époque. Afin de tester des solutions, les pilotes réalisaient fréquemment des piqués depuis de hautes altitudes. Le 4 novembre 1941, Ralph Virden effectue un de ces piqués à bord du premier YP-38 avec compensateur de profondeur modifié, mais lors de la ressource, à 860 km/h, l’empennage se décroche et l’appareil s’écrase, tuant son pilote.
Ce n’est pas le seul accident ayant impliqué un YP-38. Alors que le P-38E entrait en service, deux autres YP-38 étaient détruits à la suite de pannes moteur, le 23 juin et 20 juillet 1941. Deux accidents eurent aussi lieu les 6 novembre et 9 décembre 1941. Les avions restants furent réformés. Finalement, seul un YP-38 survivra jusqu’à la fin de la guerre : le numéro 38-690. Il fut cédé au Park Air College pour servir de cellule instruction alors qu’il comptait 234 heures de vol.
Sous les ordres des patrons de Lockheed Robert E. Gross et Hall Hibbard, l’aérodynamicien Theodore von Kármán prend les rênes du travail aérodynamique sur le P-38. Après étude, il conclut que le problème rencontré est d’un nouveau genre, nécessitant l'étude des phénomènes aérodynamiques supersoniques. En attendant, le Général Arnold interdit de vol tous les P-38 tant que la cause du problème n'est pas identifiée. Le National Advisory Committee for Aeronautics (NACA) est chargé des recherches. Une série d’essais est donc lancée dans la soufflerie de Wright Field, en utilisant le deuxième YP-38.
C’est en octobre 1942 que le problème est identifié. Une onde de choc se produirait sur l’extrados de l’aile à partir de Mach 0,67, créée par la circulation de l'air à cet endroit, qui s'y déplace à Mach 1. Cette onde de choc se déplace d’avant en arrière en oscillant. Arrivée à la queue, cette surpression déforme l’empennage qui produirait ainsi plus de portance, d’où l’accentuation du piqué et le durcissement des commandes. Découle de ces découvertes une liste de modifications recommandées par le NACA. Elles comprennent l'augmentation de la longueur de la corde de l’aile entre la nacelle et les moteurs afin d'accroître la vitesse critique, un nouveau dessin pour les contours de la nacelle permettant d’éliminer 30 % de la surpression, le changement du profil d’aile Naca 23016 vers un 66-115 et enfin l’installation des radiateurs dans l’épaisseur de l’aile. De par la complexité de la conception qu’elle impliquent, les modifications sont laissées de côté par Lockheed, qui préfère s’orienter vers une solution moins coûteuse qu’elle pourra mettre en œuvre rapidement.
Après de nouveaux essais dans la soufflerie de l’Ames Aeronautical Laboratory, deux solutions sont proposées. La première est la modification de la section centrale de l’aile, applicable directement aux P-38 déjà en service, qui améliorerait le comportement de l’avion en piqué à haute vitesse. La deuxième est l’intégration de volets de piqué. Deux intégrations sont étudiées : une sur les parties centrales de l’aile (entre la nacelle et les moteurs) et l’autre sur les parties extérieures. Le premier essai a lieu avec la deuxième configuration, Kelsey aux commandes. Alors qu’il tente de sortir les volets au cours d’un piqué à la vitesse maximale, la poignée lui reste dans les mains. Il tire alors sur le volant. Une aile de l’avion se brise ainsi que l’empennage. Kelsey a le réflexe de sauter en parachute et survit à l’accident. Le crash a lieu près de Calabasas en Californie.
Fin 1943, plusieurs centaines de kits de modification sont produits et envoyés en Afrique du Nord, en Europe et dans le Pacifique. Les volets de piqué furent montés sur les avions de production à partir du modèle P-38J-28-LO, en avril 1944. Les pilotes volant sur les modèles précédents avaient la consigne de ne pas faire de piqué.

## Production

### P-38LO, D et E
P-38LO
Les premières livraisons de la version de préproduction LO à l'US Army ont lieu en juin 1941. La commande prévoit 66 appareils, 29 sont livrés et affectés au 1st Pursuit Group (en), alors escadron d'expérimentation, tandis que les 37 autres avions de la commande seront livrés sous la variante D. Le P-38LO est la première version du P-38 doté d'armement, avec son canon de 37 mm et ses 4 mitrailleuses de 12,7 mm, bien que tous les appareils n'en soient pas équipés en sortie d'usine. À noter que le premier LO sera transformé en biplace d'entraînement, avec l'ajout d'un cockpit et de doubles commandes sur la nacelle gauche.
P-38D
Les premières livraisons de P-38D ont lieu à partir de septembre 1941. Tout comme les LO, la plupart sortent d'usine sans armement, ou avec des armes factices. Les mieux équipés ne seront même pas dotés du canon T9 de 37mm (en), du fait de sa faible ergonomie. C'est sur cette version que les raccords de fuselage sont installés en premier, après leur développement sur les YP-38. La quasi-totalité des P-38D sont eux aussi transférés au 1st Pursuit Group (en). Le P-38D n'est pas encore opérationnel, mais l'ajout d'équipements dans le but de le militariser a déjà des répercussions sur ses performances. La masse augmente de 300 kg à vide et 600 kg en charge, la vitesse maximale passe à 628 km/h tandis que la vitesse de croisière chute de 50 km/h. Les 20 000 pieds sont maintenant atteints en huit minutes, contre six minutes pour le XP-38. La distance franchissable diminue de 1850 à 1 560 km. Seul le plafond augmente en passant de 38 000 à 39 000 pieds.
P-38E
Le P-38E est la version qui déterminera la configuration définitive de l'armement. Elle est produite à 210 exemplaires. Le canon retenu est finalement le Hispano-Suiza HS-404 de 20 mm dont la licence a été accordée à Colt sous le nom M1, associé à quatre mitrailleuses Browning M2 de 12,7 mm. En outre, 2000 modifications pour la plupart mineures sont demandées par l'USAAF.

### P-38F, G et H
P-38F
Cette version est une évolution notable, livrée à 527 exemplaires à partir de juin 1942. L'armement est complet, l'appareil reçoit du blindage, des réservoirs auto-obturants, des volets de combat ainsi que deux pylônes entre la nacelle centrale et les moteurs, permettant de recevoir des réservoirs supplémentaires de 625 litres ou des bombes de 1 000 livres. Les moteurs sont des V-1710-49/-53 F-5 développant 1325 ch. Ce gain de puissance important compense tout juste le surpoids de 800 kg de l'appareil. Avec les réservoirs auxiliaires, la distance franchissable passe à 3 100 km, mais l'appareil met maintenant neuf minutes pour monter à 20 000 pieds.
P-38G
Cette version est assez proche du P-38F. Les moteurs sont des V-1710-51/-55 F-10, qui ne développent pas plus de puissance que la version précédente mais sont plus endurants. Les points d'emport sont renforcés et peuvent maintenant accueillir des réservoirs de 1 200 litres ou des bombes de 2 000 livres. La vitesse maximale de cette version est de 644 km/h, et l'avion peut voler à 548 km/h pour une distance franchissable de 3 900 km.
P-38H
Seuls les moteurs changent, des V-1710-89/-91 F-17 d'une puissance de 1425 ch sont installés, les mêmes qui équiperont plus tard le P-38J.

### P-38J, L et M
P-38J
P-38L
P-38M

## Carrière opérationnelle

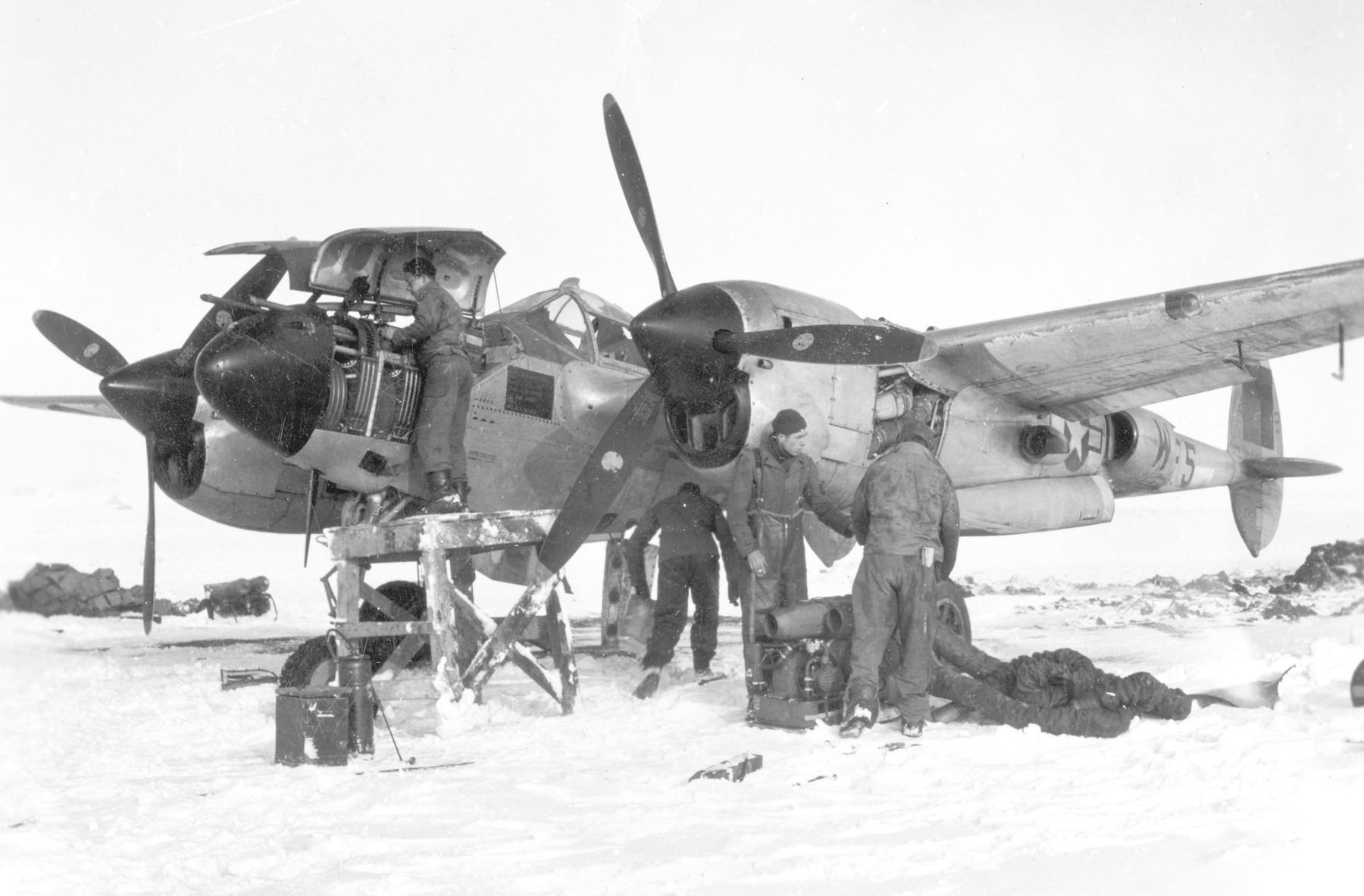
Conditions de travail difficiles pour le personnel de maintenance de la 9e Force aérienne. Ici, un équipage se prépare à utiliser un chauffage externe pour réchauffer le moteur gelé d'un P-38, pendant qu'un armurier travaille sur les canons dans le nez, au sommet d'un support de fortune.

Le P-38 Lightning et ses dérivés sont utilisés sur tous les théâtres d'opérations de la Seconde Guerre mondiale par les United States Army Air Forces (USAAF) à partir de 1942. Grâce à son important rayon d'action, il se distingue notamment dans le Pacifique. C'est avec cet avion que le premier-lieutenant Rex T. Barber (en) abat le G4M Betty qui transporte l'amiral Isoroku Yamamoto au-dessus de l’île de Bougainville lors de l'opération Vengeance.
Sur le European Theater of Operations (l’ETO), les P-38 servent au sein de la 8th USAAF et de la 9th USAAF. Plus au sud, ils servent au sein de la 15th USAAF qui intervient sur le Mediterranean Theater of Operations (le MTO). C'est l'arrivée de ce chasseur sur le théâtre d'opérations européen qui permet le bombardement avec escortes de villes allemandes éloignées. En effet, sa distance franchissable surclasse nettement celle du Spitfire ; il est le seul capable d'escorter les bombardiers au-dessus de l'Allemagne ou de l'Autriche jusqu'à l'arrivée du P-51 Mustang. Les Allemands le surnomment Gabelschwanz Teufel, signifiant en français : « diable à queue fourchue ».
Parmi les nombreux pilotes de P-38 ou dérivés se trouve le pilote-écrivain français Antoine de Saint-Exupéry, qui disparaît au large de Marseille le 31 juillet 1944, au cours d'une mission Bastia-Chambéry avec son F-5B-1-LO. Il y a aussi les deux pilotes américains de la Deuxième Guerre mondiale ayant abattu le plus d'avions ennemis : Richard I. Bong et Thomas McGuire, tous deux sur le théâtre d'opération du Pacifique.

## Variantes duLightning
- XP-38

Prototype d'un chasseur à long rayon d'action. Deux moteurs Allison V12. Armement composé de deux mitrailleuses calibre .50, deux de calibre .30 et un canon de calibre 23 mm (jamais installé). L'appareil bat de nombreux records mais est détruit le 11 février 1939 lors d'un atterrissage d'urgence.
- YP-38-LO (13 exemplaires pour les tests)

Appareils semblables au prototype, à l'exception des hélices et du canon (37 mm au lieu du 23 mm).
- P-38-LO (30 exemplaires)

Première production de série. Appareils utilisés pour les tests et l'entraînement. Blindage très limité. Quatre mitrailleuses de calibre .50 et un canon de 37 mm.
- XP-38A-LO

Prototype destiné à tester le cockpit pressurisé.
- P-38D-LO

Presque identique au P-38-LO, mais avec un équipement militaire plus développé, réservoirs auto-obturants, blindage plus épais. Ajout des phares et d'un système d'oxygène basse-pression.
- P-38E-LO (210 exemplaires)

Semblable au P-38D. Système hydraulique revu et corrigé. Canon de 37 mm remplacé par un canon de 20 mm. La plupart des 210 exemplaires sont équipés d'une radio SCR274N. Quelques exemplaires sont convertis en F-4-I-LO.
- P-38F-LO

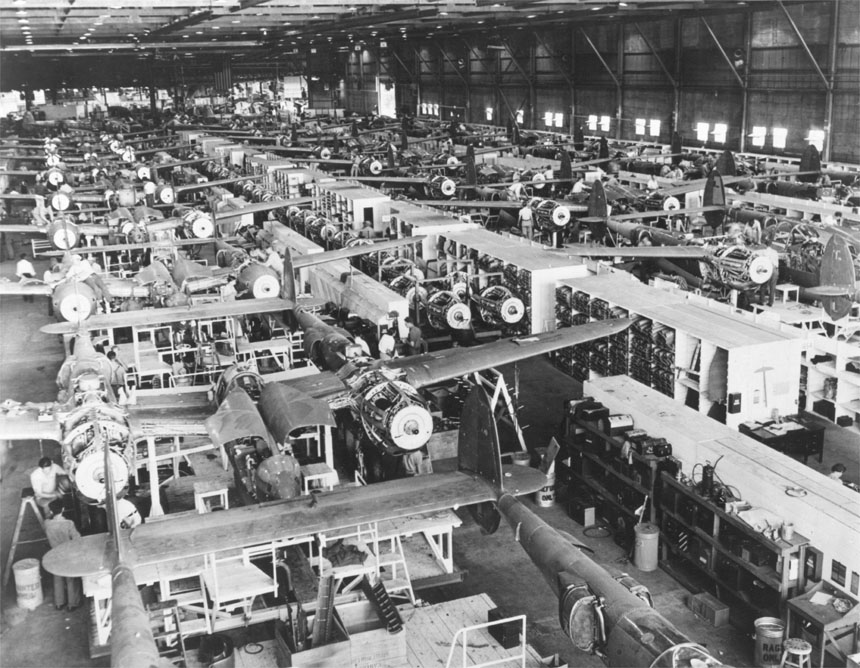
Chaîne de fabrication du P-38

Alourdi mais doté de moteurs plus puissants, le P-38 F est la première version du P-38 Lightning à être considérée comme apte au combat. Il reçoit également des attaches pour installer des bombes de 2 000 livres ou des réservoirs largables, et ses volets sont modifiés. Le P-38 F connaît son baptême du feu en août 1942 dans les Aléoutiennes, mais ses premières utilisations massives datent du Débarquement allié en Afrique du Nord en novembre 1942 et des opérations en Nouvelle-Guinée durant l'automne.
- P-38G-LO

Semblable au modèle F, mais avec une nouvelle motorisation (V-1720-51/55).
- P-38H-LO (601 exemplaires dont 128 terminés ou convertis en F-5C-LO)

Motorisation par deux V-1710-51/55 à refroidissement liquide. Renforcement de la structure pour emporter une charge de 3 200 lbs.
- P-38J-LO (2 970 exemplaires dont variantes F-5E et F-5F)

Changements physiques importants sur cette version, avec notamment de gros radiateurs pour un meilleur refroidissement. Capacité des réservoirs plus importante. Verrière plus résistante aux balles et avec une meilleure visibilité. Nouveaux volets de descente et ailerons assistés.
- P-38K-LO (1 seul exemplaire)

Identique au P-38J mais avec une modification au niveau des hélices et un moteur V-1710-75/77.
- P-38L-LO/VN (3 810 exemplaires pour la version LO et 113 exemplaires L-VN construits par Vultee)

Semblable au P-38J mais moteur V-1710-111/113. Phares d'atterrissage dans les ailes. Emplacements pour dix roquettes de cinq pouces sous les ailes.
- P-38M-LO (75 exemplaires)

Conversion du P-38L en chasseur nocturne biplace, avec radar monté dans une nacelle sous le nez. Peinture noire de rigueur.

### Variantes photo
Plusieurs versions sont utilisées pour la reconnaissance aérienne :
- XFO-1

Cinq F-5B-LO sont assignés à l'US Navy en Afrique du Nord.
- F-4-1-LO (99 exemplaires)

Version photo du P-38E. Pilote automatique, et quatre appareils photos K-17 en lieu et place des mitrailleuses et canon.
- F-4A-1-LO (20 exemplaires)

Identique au F-4-I-LO, mais basé sur le P-38F.
- F-5A-1-LO (20 exemplaires)

P-38G transformé en version photo.
- F-5A-10-LO (140 exemplaires)

P-38G transformé en version photo
- F-5A-2-LO (1 exemplaire)

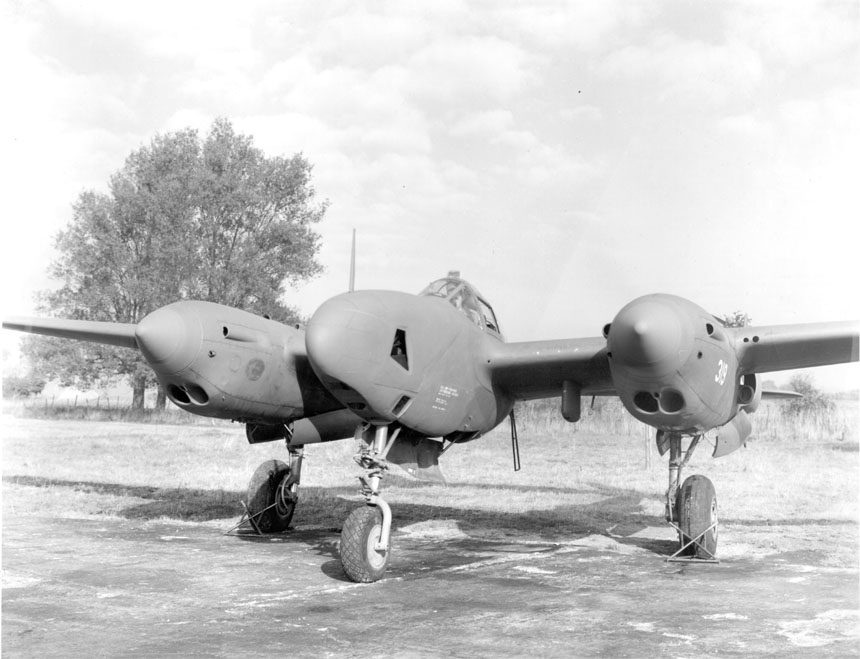
Le F-5B et ses appareils photos dans le nez

P-38E n°41-2157 transformé en version photo.
- F-5B (200 exemplaires)

P-38-J-10-LO transformé en version photo. C'est à bord d'un F-5B-1-LO qu'a disparu le commandant Antoine de Saint-Exupéry en 1944.
- F-5C (123 exemplaires)

P-38H transformé en version photo.
- XF-5D (1 exemplaire)

Basé sur le F-5A-10-LO, nez en plexiglas et poste d'observation. Appareil photo vertical et deux mitrailleuses calibre .50.
- F-5E

P-38-J transformé en version photo.
- F-5E-2-LO (100 exemplaires)

P-38-J-15-LO transformé en version photo.
- F-5E-3-LO (105 exemplaires)

P-38-J-25-LO transformé en version photo.
- F-5E-4-LO (500 exemplaires)

P-38-L-1-LO transformé en version photo.
- F5F-3-LO

P-38L-5-LO transformé en version photo.
- F5G-6-LO

Quasi identique au F-5F-3-LO, mais avec des appareils photos différents.
- Modèle 322 (243 exemplaires)

Lightning construits pour la RAF, mais seuls trois ont été effectivement livrés. Tous les autres ont été récupérés par l'USAAF et utilisés pour l'entraînement des pilotes.

## Pays opérateurs

### Allemagne Nazie
Luftwaffe
- Oberkommando der Luftwaffe utilisa quelque unités capturées.

### Australie
Royal Australian Air Force
La RAAF a reçu cinq F-4 à partir du 31 août 1942. Ces avions ont été utilisés pour des sorties de reconnaissance photo de première ligne. Trois ont servi avec le 87e Escadron de la RAAF et deux étaient attachés à une unité de chasse, le 75e Escadron . Le premier à entrer en service au sein de la RAAF, le A55-1 fut aussi le dernier à prendre sa retraite, à la suite d'un crash le 1er septembre 1944.

### République de Chine
La République de Chine a reçu 15 P-38J et P-38L et, après la guerre, ils ont également utilisé un nombre similaire de F-5E et F-5G.

### Colombie
Institut géographique Agustín Codazzi

### République Dominicaine
Le premier P-38 de la Compañía de Aviación est arrivé à Santiago le 30 mars 1947. C'était son premier avion moderne. L'armée de l'air de cette petite république latino-américaine employait 11 Lightnings, pour la plupart non armés. La République dominicaine a été l'un des derniers utilisateurs du P-38 jusqu'à la fin de 1950, lorsque les Lightnings restants ont été découpés et mis au rebut.

### États-Unis
United States Air Force
United States Army Air Forces
United States Navy

### France
Forces aériennes françaises libres
- le Groupe de Reconnaissance II/33 Savoie opéra des F-5A du 1er novembre 1943 au 1er janvier 1945[16]

Armée de l'air française
- Groupe de Reconnaissance II/33 Savoie opéra le F-5G du 1er janvier 1945 à juillet 1952

### Honduras
Force aérienne hondurienne
Le Honduras a reçu 12 avions après-guerre.

### Royaume d'Italie
Regia Aeronautica
Les pilotes italiens ont commencé à affronter des P-38 à partir de la fin de 1942 et ces chasseurs, avec leur longue portée, leur grande vitesse et leur armement puissant, ont rapidement été établis comme un ennemi plus dangereux que le Supermarine Spitfire. Quelques P-38 capturés sont tombés entre les mains d'Allemands et d'Italiens, et, contrairement aux Spitfire capturés, ces avions ont été testés et utilisés au combat. Les P-38 ont été opposés à presque tous les combattants de l'arsenal italien lors d'essais à Guidonia et apparemment, ils se sont bien comportés. Le colonel Tondi a utilisé un P-38, probablement une version 'E', qui a atterri, à cause d'une erreur de navigation, en Sardaigne. Tondi a ensuite réclamé l'élimination d'au moins 1 B-24 dans son P-38 capturé, abattu le 11 août 1943. Peu de temps avant que Tondi n'attaque le bombardier, un Macchi MC.202 ou 205 italien a attaqué, faisant peu de dégâts. L'armement lourd du P-38 s'est ensuite avéré dévastateur.
Aéronautique co-belligérante italienne
- 3° Aerobrigata RT
- 4° Aerobrigata

Après la capitulation, l'armée de l'air italienne co-belligérante a effectué des missions de reconnaissance photographique avec des F-5A.

### Italie
Aeronautica Militare
- 3° Stormo
- 4° Stormo

Après la guerre, l'Italie a reçu 100 avions, ou selon d'autres sources, 120, anciens P-38 de l'USAAF démantelés, dans un accord daté d'avril 1946. Sept de ces cellules n'ont pas été reconstruites mais ont été réservées pour être utilisées comme pièces de rechange. Les 93 restants, après une remise à neuf d'un mois par IMM (Aerfer), ont d'abord été délivrés au 3e Stormo à Bari et Lecce, dans les Pouilles. Il s'agissait d'un mélange de chasseurs P-38L et de conversions PR, y compris les modèles F-5E, G et H. Six P-38 ont été modifiés en tant qu'engin d'entraînement à double commande, une version qui avait un cockpit séparé avec des commandes dupliquées à l'avant du cockpit standard, dans un nez allongé. Ces machines d'entraînement uniques, qui ont servi avec le SCOT (en italien : Scuola Caccia Ogni Tempo)(en français : « école de chasse pour toutes les conditions météorologiques ») à Lecce et Foggia, ont été identifiées comme P-38DC (Dual Control). Les chasseurs lourds ont effectué des missions de reconnaissance au-dessus des Balkans, ainsi que des missions d'attaque au sol, de coopération navale et de supériorité aérienne. Les P-38 italiens ont fait leurs débuts opérationnels le 9 septembre 1948, lorsqu'un F-5 a pris des photos d'objectifs dans les Balkans. En raison des grandes dimensions de ce chasseur, des anciens moteurs et des erreurs de pilotage, un très grand nombre de P-38 ont été perdus dans des accidents. Au moins trente accidents de P-38 en service italien ont fait un certain nombre de victimes. Malgré cela, de nombreux pilotes italiens ont apprécié le chasseur, en raison de son excellente visibilité au sol et de sa stabilité au décollage. Les P-38 ont finalement été abandonnés en Italie en 1956. Aujourd'hui, aucun P-38 italien ne survit, ni même un seul composant d'un seul, car ces avions, en raison de la haute valeur de leurs alliages légers, ont été rapidement recyclés pour leur métal.

### Portugal
Portuguese Air Force
Deux Lightning ont été forcés d'atterrir à Lisbonne, Portugal, alors qu'ils effectuaient un vol entre l'Angleterre et l'Algérie. Les deux ont été utilisés par le PoAF.

### Royaume-uni
Royal Air Force
Le Royaume-Uni n'a effectué que des tests d'évaluation.

### URSS
Forces aériennes soviétiques
L'Union soviétique a exploité quelques avions de l'ex-USAAF endommagés et réparés trouvés en Europe de l'Est.

## Liste des P-38 restants
| Numéro    | Modèle | Propriétaire                                         | Localisation                  | Pays       | Etat           |
| --------- | ------ | ---------------------------------------------------- | ----------------------------- | ---------- | -------------- |
| 42-66841  | P-38H  | Classic Jets Fighter Museum (Parafield Airport (en)) | Parafield Airport (en)        | Australie  | Exposé         |
| 43-2195   | P-38G  | Hopper Warbirds                                      | Townsville                    | Australie  | Restauration   |
| 44-53254  | P-38J  | The Flying Bulls                                     | Hangar-7, Salzbourg           | Autriche   | En état de vol |
| 44-25786  | P-38L  | Musée de l'aviation de Belgrade                      | Belgrade                      | Serbie     | Restauration   |
| 41-7630   | P-38F  | Lewis Air Legends                                    | San Antonio, Texas            | États-Unis | En état de vol |
| 42-12652  | P-38F  | Privé                                                | Colorado Springs, Colorado    | États-Unis | En état de vol |
| 44-23314  | P-38J  | Planes of Fame                                       | Chino, Californie             | États-Unis | En état de vol |
| 44-26981  | P-38L  | Allied Fighters                                      | Sun Valley, Idaho             | États-Unis | En état de vol |
| 44-27053  | P-38L  | War Eagles Air Museum                                | Santa Teresa, Nouveau-Mexique | États-Unis | En état de vol |
| 44-27083  | P-38L  | Erickson Aircraft Collection                         | Madras, Oregon                | États-Unis | En état de vol |
| 44-27183  | P-38L  | Yanks Air Museum (en)                                | Chino, Californie             | États-Unis | En état de vol |
| 44-27231  | P-38L  | Fagen Fighters WWII Museum                           | Granite Falls, Minnesota      | États-Unis | En état de vol |
| 44-53095  | P-38L  | Privé                                                | Houston, Texas                | États-Unis | En état de vol |
| 44-53186  | P-38L  | Collings Foundation (en)                             | Stow, Massachusetts           | États-Unis | En état de vol |
| 42-13400  | P-38G  | Elmendorf Air Force Base                             | Anchorage, Alaska             | États-Unis | Exposé         |
| 42-67638  | P-38J  | Hill Aerospace Museum (en)                           | Roy, Utah                     | États-Unis | Exposé         |
| 42-67762  | P-38J  | Centre Steven F. Udvar-Hazy                          | Chantilly, Virginie           | États-Unis | Exposé         |
| 44-53015  | P-38L  | McGuire Air Force Base                               | Lakehurst, New-Jersey         | États-Unis | Exposé         |
| 44-53087  | P-38L  | EAA Aviation Museum (en)                             | Oshkosh, Wisconsin            | États-Unis | Exposé         |
| 44-53097  | P-38L  | Museum of Flight                                     | Seattle, Washington           | États-Unis | Exposé         |
| 44-53232  | P-38L  | National Museum of the United States Air Force       | Dayton, Ohio                  | États-Unis | Exposé         |
| 44-53236  | P-38L  | Richard I. Bong Veterans Historical Center           | Superior, Wisconsin           | États-Unis | Exposé         |
| 42-66534  | P-38H  | Privé                                                | Wilmington, Delaware          | États-Unis | Restauration   |
| 42-103988 | P-38J  | Flying Heritage & Combat Armor Museum                | Colorado Springs, Colorado    | États-Unis | Restauration   |
| 42-104088 | P-38J  | Flying Heritage & Combat Armor Museum                | Everett, Washington           | États-Unis | Restauration   |
| 44-26761  | P-38L  | Fantasy of Flight                                    | Polk City, Floride            | États-Unis | Restauration   |

## Dans la culture populaire

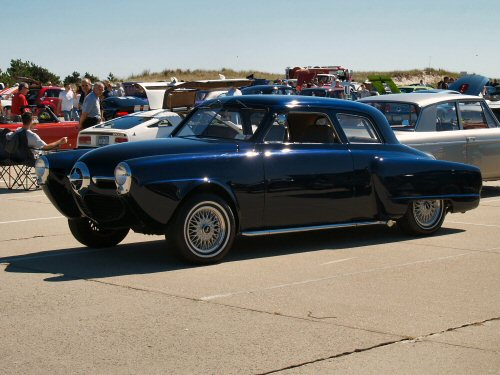
1950 Studebaker Champion.

Harley Earl s'arrangea pour que quelques-uns de ses concepteurs voient un prototype de YP-38 peu avant la Seconde Guerre mondiale, dont le dessin inspira directement les empennages des Cadillac de 1948–1949.
Le P-38 inspira également Raymond Loewy et son équipe chez Studebaker pour les modèles 1950 et 1951.